# Setophaga castanea
La reinita castaña (Setophaga castanea), también denominada chipe pechicastaño, chipe castaño, reinita pechirrufa, bijirita castaña, cigüíta castaña, es una especie de ave paseriforme migratoria y la familia Parulidae, que cría en América del Norte y pasa el invierno en Centro y Sudamérica.

## Descripción
Es una especie con cierto dimorfismo sexual y mayor variación estacional. Los adultos miden en promedio entre 12 y 13 cm. Los machos son de cara negra, corona castaña rojiza, y lados del cuello rosa pálido. La espalda, alas y cola tienen gris con negro. En las alas hay dos rayas blancas no muy diferenciadas, y tanto en alas como en la cola hay blanco en la zona distal de algunas plumas. La garganta y la parte superior del pecho son de color café; el resto del pecho y el vientre son blancuzcos, con los costados café.
Las hembras son similares a los machos, pero de colores deslavados; la garganta es blancuzca con algunas manchas cafés, al igual que los costados. Las partes dorsales son gris oliváceo con rayas negras. Además se distingue por la presencia de rayas negras en la corona.
En otoño, las aves tienen la cara y las partes ventrales limón pálido, con algo de rosa en los flancos. La corona, la nuca y las partes dorsales son verde oliva con rayas oscuras en la espalda (las hembras también presentan rayas en la corona).
Los individuos inmaduros son similares a los adultos de otoño, pero con un rayado menor en la espalda.

## Distribución
Anida desde la cuenca del río Mackenzie, en el noroeste de Canadá, hacia el sureste de ese país (provincias marítimas). También se le encuentra en la región de los Grandes Lagos y en Nueva Inglaterra. En la migración, viaja principalmente a través del Mar Caribe. Invierna desde Costa Rica hasta Venezuela.
Balancea rápidamente la cola cuando está posado.

## Hábitat
Vive en áreas abiertas o semiabiertas y en bosques de coníferas adyacentes, y en vegetación secundaria en tierras bajas.